# RSVP (초대)
RSVP는 초대를 받은 1명 이상의 사람으로부터 응답을 받는 과정을 말한다. 프랑스어의 구절 Répondez s'il vous plaît에서 비롯된 두문자어이며, 초대 확인을 요구하기 위한 "부디 응답하시오"를 의미한다. "RSVP"라는 두문자어는 더 이상 프랑스에서 많이 사용되지 않는데, 격식적이고 구식적으로 간주된다. 프랑스어로, 완전한 문장 "Répondez s'il vous plaît"은 화자가 답변을 구걸하는 듯한 인상을 준다. 현재 프랑스에서는 "[당신의] 답변이 예측됩니다, ...전까지"를 의미하는 "Réponse attendue avant le..."를 쓰는 것이 더 일반적이다. 게다가 "부디"("s'il vous plaît")를 의미하는 프랑스어 두문자어 "SVP"가 더 자주 사용된다.

## RSVP, regrets only
"RSVP, regrets only" 또는 간단히 "Regrets only"는 "응답하지 않을 경우 수락으로 간주하겠소."를 의미하는 현대적 변형이다.
더 구체적으로, 대부분의 응답이 수락으로 추측될 수 있다면 "regrets only" RSVP는 주최자와 주최측 손님에게 필요한 소통을 줄이게 된다. "Regrets only"라는 문구는 "참석하지 못해 유감입니다..."("We regret we cannot attend...")의 거부 의사를 의미한다.

## 같이 보기
- 아이캘린더